# Trusted feed
 (décembre 2009).
Si vous disposez d'ouvrages ou d'articles de référence ou si vous connaissez des sites web de qualité traitant du thème abordé ici, merci de compléter l'article en donnant les références utiles à sa vérifiabilité et en les liant à la section « Notes et références ».
 
Le Trusted feed est une technique de référencement payant disponible sur certains moteurs de recherche (essentiellement Yahoo!). Cela consiste à faire remonter des pages web sur des requêtes précises parmi les premières positions du référencement naturel.
L'alimentation des moteurs de recherche se fait automatiquement et en continu par la soumission de listes de produits sous format XML. Le modèle économique de cette stratégie marketing repose sur le Coût Par Clic (CPC).
Cette technique illustre à merveille la théorie de la long tail qui montre comment il peut être rentable de se positionner sur des marchés de niche en exploitant des fonds de catalogue. Pour cette raison, le Trusted Feed est particulièrement apprécié des e-commerçants possédant une base de données produits importante difficilement indexable et qu'ils positionnent sur des requêtes très ciblées.

## Origines
À l’origine de ce type de liens sponsorisés se trouve le moteur de recherche Yahoo!, à ses débuts simple annuaire. C’est dans le but de concurrencer Google, fin 2002, que Yahoo ! devient un moteur de recherche en rachetant la technologie Inktomi.
Inktomi est une société basée en Californie qui a développé une technologie propriétaire permettant de gérer plus de 500 millions de pages Web. Mais ce service de recherche n’est pas la seule activité d’Inktomi. Fin 1999 la société lance deux nouveaux services : Directory Engine et le Shopping Engine.
Comme tous les moteurs de recherche, la technologie d’Inktomi est rentabilisée par la publicité, notamment par le programme « Pay per Inclusion » qui permet de garantir l’indexation de sa base de données. Le « Pay per Inclusion » est l’ancêtre du Trusted Feed. À présent Yahoo ! a renommé ce programme « Search Submit Pro ».

## Source
- Cet article est partiellement ou en totalité issu du site blog.quamediagroup.com, le texte ayant été placé par l’auteur ou le responsable de publication sous la licence Creative Commons paternité partage à l'identique ou une licence compatible.